# Henry G. Jones
Henry G. Jones (1939, Bridgetown, Barbados - 1987, ibíd.) fue un botánico británico, y un orquideólogo empírico.
Aunque publicó más de 70 artículos sobre especies de Orchidaceae, no manifestaba pasión alguna. La "Barbados Academy", le otorgó un certificado de estudios. Se reconoce que fue un manifiesto bibliófilo.

## Publicaciones
Publicó 117 identificaciones y clasificaciones de nuevas especies, habitualmente en : Bol. Soc. Brot.; Acta Soc. Bot. Polon.; Darwiniana; Lilloa; Brenesia; Candollea; Carib. J. Sci.; Reinwardtia; Novosti Sist. Vyssh. Rast.; Hawaii Orchid J.; Rhodora; Caldasia; Acta Bot. Acad. Sci. Hung.; Florida Orchidist.; Cattleyas & Relatives; Bradea; Bol. Soc. Portug. Cienc. Nat.; J. Barbados Mus. Hist. Soc.; Anales Inst. Bot. Cavanilles; Amer. Orchid Soc. Bull.; Ann. Naturhist. Mus. Viena; Orquideologia; Feddes Repert.; Lloydia; Barbados Mus. & Hist. Soc.; Webbia.
- La abreviatura «H.G.Jones» se emplea para indicar a Henry G. Jones como autoridad en la descripción y clasificación científica de los vegetales.[1]